# Maria Hjorth
Maria Hjorth, född 15 oktober 1973 i Borlänge, är en svensk professionell golfspelare.
Hjorth blev professionell 1996 på Ladies European Tour efter att ha vunnit 23 tävlingar som amatör. Den första segern på Europatouren kom 1997 och därefter har hon vunnit ytterligare tre gånger. Hon började spela på LPGA-touren 1998 och hennes första seger kom 1999 vilket gjorde att hon säkrade tourkortet inför 2000.
Hon deltog i Europas vinnande lag i Solheim Cup 2002.
Hjorth har spelat in över 54 miljoner kronor (april 2013) under sin karriär.

## Meriter

### Segrar på LPGA-touren
- 1999 SAFECO Classic, Mizuno Classic.
- 2007 Navistar LPGA Classic
- 2010 LPGA Tour Championship

### Segrar på Europatouren
- 1997 Praia d'El Rey European Cup
- 1998 Praia d'El Rey European Cup
- 1999 Praia d'El Rey European Cup
- 2004 Ladies English Open